# Jacob Cornelisz. van Oostsanen

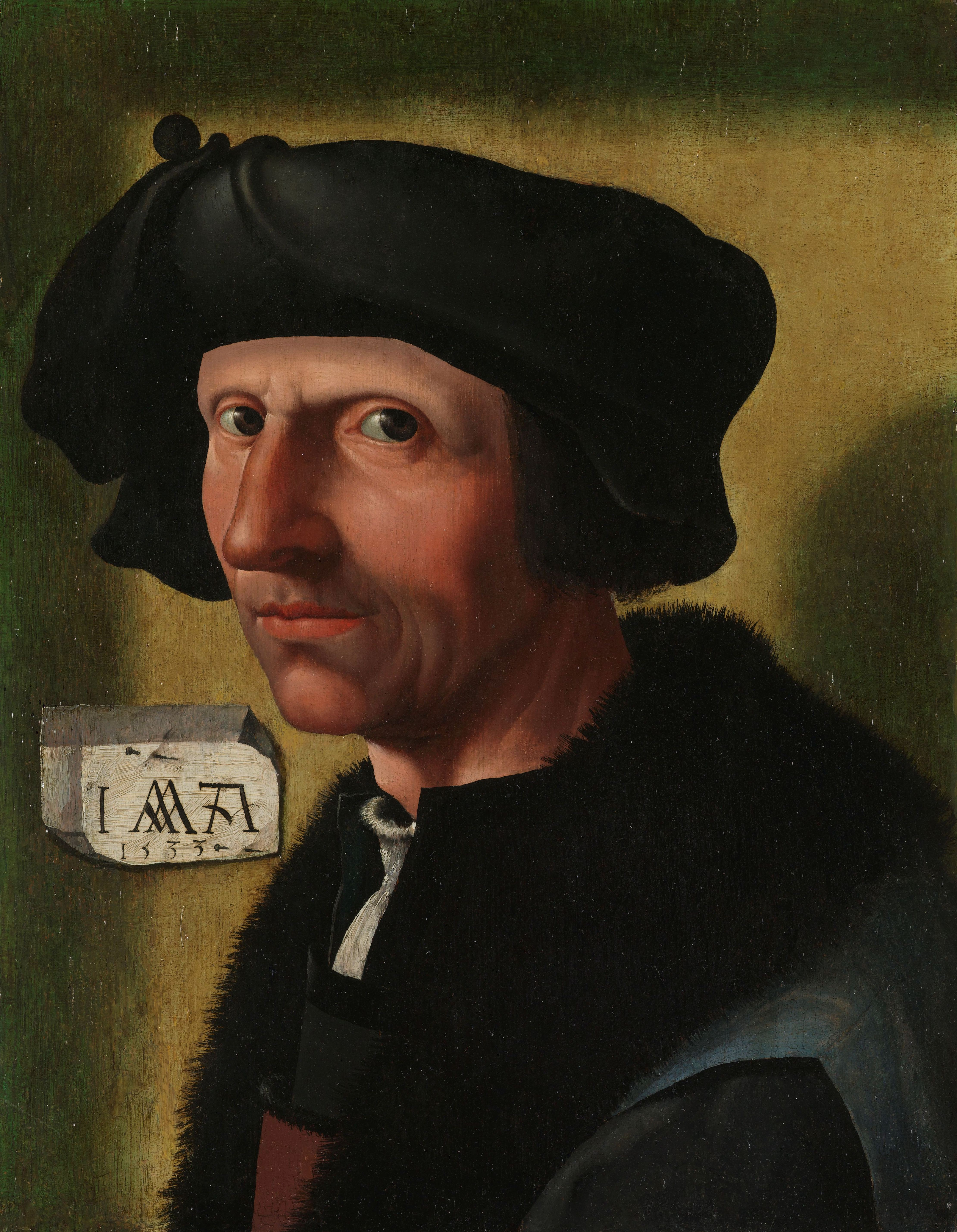
Taller de Jacob Cornelisz. van Oostsanen, Retrato de Jacob Cornelisz. van Oostsanen, ca. 1533, óleo sobre tabla, 37,8 x 29,4 cm, Ámsterdam, Rijksmuseum.

Jacob Cornelisz. van Oostsanen (Oostzaan, c. 1465/1470- Ámsterdam, 1528/1533) fue un pintor y grabador renacentista neerlandés, miembro de una familia de artistas y maestro de Jan van Scorel.
Su biografía es escasamente conocida a pesar de la biografía que le dedicó Karel van Mander. Según este habría nacido en Oostzaan, pequeña población de Holanda Septentrional al norte de Ámsterdam, de donde recibe el nombre. Tampoco se dispone de datos documentales referidos a su formación como pintor y grabador en madera, aunque por razones estilísticas se ha supuesto que pudo realizar su aprendizaje  en Haarlem y en relación con el círculo de Geertgen tot Sint Jans. Su hermano, Cornelis Buys I, también pintor, ha sido identificado últimamente con el anónimo llamado Maestro de Alkmaar. En 1500 se le documenta ya en Ámsterdam, donde alquiló una casa. De 1526 a 1528 trabajó en un retablo para la abadía de Egmond presumiblemente destruido durante los disturbios provocados por la iconoclasia protestante, suerte que podrían haber corrido algunas otras de sus obras. Se ha supuesto un viaje a Amberes en la década de 1520 para conocer a Durero. En octubre de 1533 su esposa figuraba ya en la documentación como viuda, aunque se ignora la fecha de su muerte. Dos hijos, Cornelis Jacobsz. y Dirck Jacobsz., fueron también pintores especializados en retratos.
Autor de retratos y de complejas composiciones religiosas al óleo, generalmente de pequeño formato, y de unas doscientas xilografías, su pintura evoluciona desde el detallismo y minuciosidad de sus primeras obras conocidas, como el Noli me tangere de Kassel (1507, Gemäldegalerie Alte Meister), arraigado en la tradición gótica de la escuela de Haarlem, a un estilo más ligero en el que se introducen elementos ornamentales tomados del renacimiento italiano, como se advierte en el supuesto retrato de la reina Isabel de Dinamarca del Museo Thyssen-Bornemisza, pintado hacia 1524, o en la que es la última de sus pinturas conocidas: Saúl y la bruja de Endor, fechada en 1526 (Ámsterdam, Rijksmuseum), en la que se aprecia un alargamiento de las proporciones de carácter manierista.

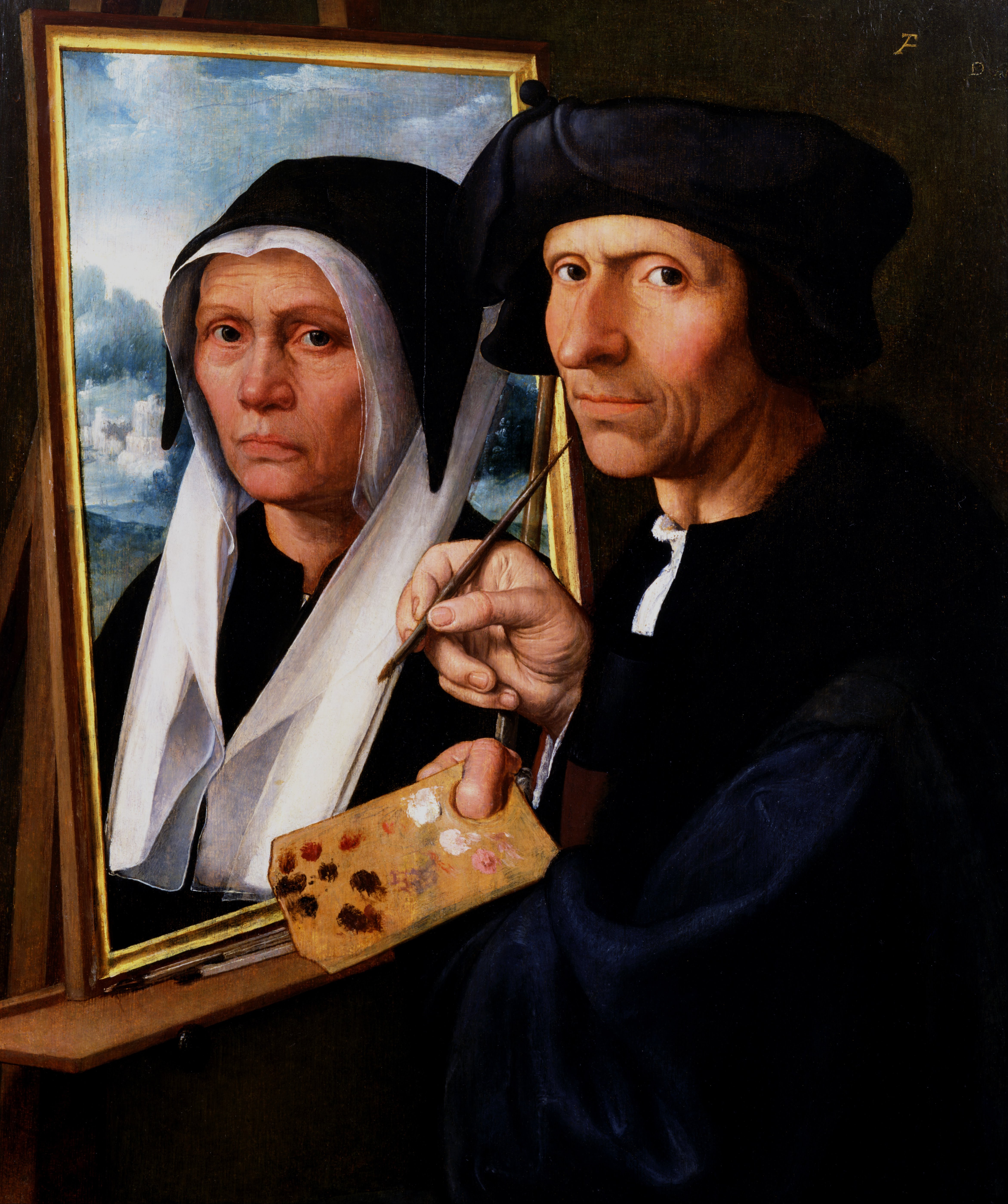
Jacob Cornelisz. van Oostsanen pintando un retrato de su mujer, óleo sobre tabla, 62,1 x 49,4 cm, Toledo Museum of Art, ahora atribuido al hijo de los retratados: Dirck Jacobsz.